# Verónica Forqué

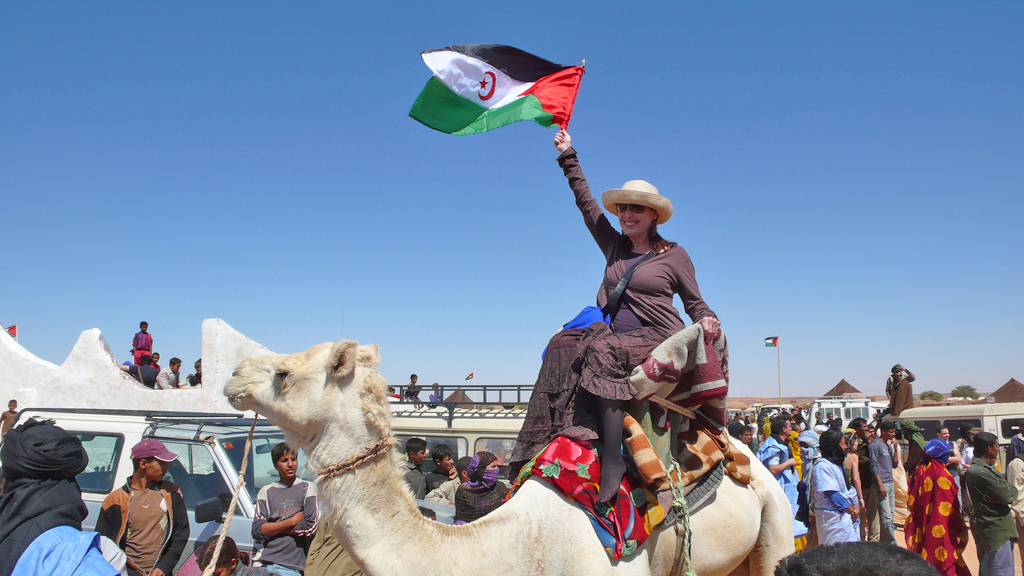
Verónica Forqué op het Sahara Film Festival

Verónica Forqué, voluit  Verónica Forqué Vázquez-Vigo, (Madrid, 1 december 1955 – aldaar, 13 december 2021) was een Spaanse filmactrice.
Zij was vooral bekend door haar rol in Kika (Pedro Almodóvar, 1994). Zij is de dochter van regisseur José María Forqué en van de schrijfster, vertaalster, actrice en dramaturg Carmen Vázquez Vigo en de zuster van regisseur Álvaro Forqué. Zij was in september 2005 jurylid op het Internationaal filmfestival van San Sebastian, onder het voorzitterschap van Anjelica Huston. Zij werkte meermaals voor TV.
Op 13 december 2021 werd Forqué dood gevonden in haar appartement in Madrid. De politie gaat uit van zelfdoding.

## Filmografie (selectie)
- La dama boba (2006) .... Otavia
- Reinas (2005) .... Nuria
- Al pie del cañón (2004) .... Rosemari
- la série La Vida de Rita (2003) .... Rita
- Clara y Elena (2001) .... Clara
- I Love You Baby (2001) .... Carmen
- Tiempos de azúcar (2001) .... Isabel
- Sin vergüenza (2001) .... Isabel
- ¡Ay, Carmela! (2000) (TV) .... Carmela
- Pepe Guindo (1999) .... kleermaakster
- épisode 1 de Pin plus (1998) (TV )
- El tiempo de la felicidad (1997) .... Julia
- ¿De qué se ríen las mujeres? (1997) .... Luci
- série Pepa y Pepe (1995).... Pepa
- Siete mil días juntos (1994)
- Amor propio (1994) .... Juana Miranda
- Kika (1993).... Kika
- ¿Por qué lo llaman amor cuando quieren decir sexo? (1993) .... Gloria
- Orquesta Club Virginia (1992) .... Egyptische tv-presentatrice
- Salsa rosa (1992) .... Ana
- La mujer de tu vida 2: La mujer vacía (1992) (tv)
- épisodes de la série Eva y Adán, agencia matrimonial (1991).... Eva
- Don Juan, mi querido fantasma (1990) .... Señora de Marquina
- El baile del pato (1989) .... Bea
- Bajarse al moro (1989) .... Chusa
- Bajarse al moro (1988) (tv) .... Chusa
- Moros y cristianos (1987) .... Monique
- La vida alegre (1987) .... Ana
- Madrid (1987) .... Lucía
- Las vacaciones de Toby (1987)
- El año de las luces (1986) .... Irene
- voix dans Romanza final (Gayarre) (1986)
- El orden cómico (1986)
- Matador (1986) .... journaliste
- Caín (1986) .... Eva
- Sé infiel y no mires con quién (1985) .... Silvia
- épisodes de la série Goya (1985) .... gravin van Chinchón
- ¿Qué he hecho yo para merecer esto?) (1984) : Cristal
- Ojo, frágil (1981)
- Nostalgia de comedia muda (1981)
- Magia rosa (1980)
- El canto de la cigarra (1980) .... Bisbi
- Todos me llaman 'Gato' (1980)
- Tras el mostrador (1980)
- Tiempos de constitución (1979)
- épisodes de la série Novela (1977-1978)
- Las truchas (1978)
- Una historia (1978)
- Die standarte (1977) .... Resa
- La guerra de papá (1977) .... Vítora
- Madrid, Costa Fleming (1976)
- El segundo poder (1976) .... Laurencia
- épisodes de la série Silencio, estrenamos (1974)
- Mi querida señorita (1972)